# بخش د کاپیتان ساریمنتو
بخش د کاپیتان ساریمنتو (به اسپانیایی: Partido de Capitán Sarmiento) یک منطقهٔ مسکونی در آرژانتین است که در استان بوئنوس آیرس واقع شده‌است. بخش د کاپیتان ساریمنتو ۶۱۷ کیلومتر مربع مساحت و ۱۲٬۸۵۴ نفر جمعیت دارد.